# Ballagás (film)
A Ballagás 1980-ban készült, 1981-ben bemutatott színes magyar film Almási Tamás rendezésében.

## A cselekmény
Az érettségi előtt álló negyedik C osztály a szalagavató után külön bulit szervez, melynek során visszamennek az iskolájukba, azonban az indulatok elszabadulása következtében féktelen őrjöngés veszi kezdetét, amely során az osztálytermük is kigyullad. A tanárok felelősségre vonják a diákokat a történtekért, ám a diákok emberi mivoltukban megsértve érzik magukat, és lázadni kezdenek. A házirendet megszegik: tanítás közben engedély nélkül elhagyják az iskola épületét. Az ifjak törekednek a világ megváltoztatására, az érettségi hatására viszont már egyéni elképzelésekkel és jövőképpel rendelkező fiatalok válnak belőlük.

## Szereplők
A 4.c osztály tanulói
- Hajdu Ági - (Kiss Gabriella)
- Zubornyák Zoltán - (Kornai Béla, becenevén Kábéla)[Mj. 1]
- Szulák Andrea - (Szulák Valéria)
- Jobbágy Ilona - (Jobbágy Katalin, a KISZ-titkár)
- Farkas József - (Andor Sándor)
- Somogyi Tamás - Somogyi Tamás, becenevén Somi-Tomi)[Mj. 2]
- Zsótér Sándor - (Zsótér Sándor – (Harkay Péter, azaz Szakállas padtársa)
- Harkay Péter - (Harkay Péter, becenevén Szakállas/Szaki)[Mj. 3]
- Korányi Tamás - (Borsányi Tamás)
- Virághalmi Judit (Jutka)[Mj. 4]
- Fekete Gábor - (Fekete Gábor)
- Király Barna - (Király Barna)
- Rácz Nóra - (Rácz Nóra)
- Tibély András - (Tibély András)
- Seebauer Zita - (Seebauer Zita)
- Weirdl Zsuzsa - (Weirdl Zsuzsa)

- Zoltán Erika - (Zoltán Erika, Vali barátnője)
- Simon Elvira - (Simon Elvira)
- Bihari Ági - (Bihari Ágnes)
- Kertész Mariann - (Kertész Mariann, Gabi padtársa)
- Szántó Csilla - (Szántó Csilla)
- Németh Gabriella - (Németh Gabriella)
- Gyurics Krisztina - (Gyurics Krisztina)
- Kovács Csilla - (Kovács Csilla)
- Tótfalusi Ági - (Tótfalusi Ágnes)
- Turbucz Ági - (Turbucz Ágnes)
- Klein Ági - (Klein Ágnes)
- Révai Judit -
- Tóth Andrea - (Tóth Andrea)
- Baticz Kati - (Baticz Katalin)

A tanári kar tagjai

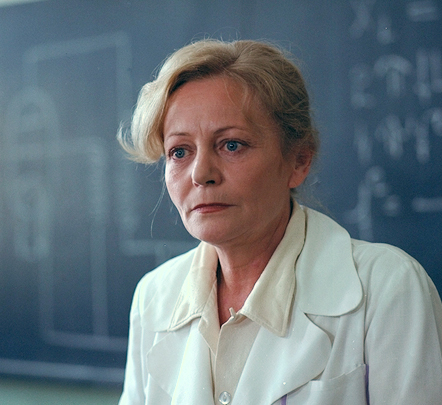
Ybl Manci, a fizikatanár (Temessy Hédi)
Demeter Miklós felvétele

- Takács Kati (Jutka néni, az osztályfőnök)
- Csendes László (Cserkúti Jenő, az igazgatóhelyettes)
- Temessy Hédi (Ybl Mária, a fizikatanár, Ybl Mancinak csúfolják)
- Mentes József (Marton József, az iskolaigazgató)
- O. Szabó István (Olajos István, tornatanár)
- Kővágó Zsuzsa (Koltai Zsuzsa, tornatanár)

Szülők
- Bódis Irén (Gabi anyja)
- Györffy László (Szakállas apja)
- Balogh Emese (Kábéla anyja)

Egyéb szereplők
- Horváth Péter (Bojti, korábban az iskola egyik tanára)
- Keresztes Tibor (Cintula) – zenei vezető

Az Edda Művek
- Pataky Attila – az Edda Művek énekese
- Slamovits István – az Edda Művek gitárosa, énekese
- Zselencz László – az Edda Művek basszusgitárosa
- Barta Alfonz – az Edda művek billentyűse
- Csapó György - az Edda művek dobosa[Mj. 5]

## A forgatás

### Helyszínek
A filmfelvételeket Budapest különböző részein vették fel. Az iskolai felvételek, a kőbányai Szent László Gimnáziumban készültek. Egy-egy jelentben láthatóak Budapest egyes részei, mint például a Kőbánya-Kispest metróvégállomáson található felüljáró (mostanra ennek nagy részét már lebontották), valamint egyik lépcsője.

## Filmzene
A film zenéjét az Edda Művek együttes számaiból állították össze. A főcím (Kölyköd voltam) és a vége-főcím (Néma völgy) alatt hallható zenéket még a film készítési évében a "Ballagás" című kislemezen is kiadták. A filmben mindkét dal eltér az albumverziótól, kislemezre azonban utóbbiak kerültek. A film egyik jelenetében maga az együttes is feltűnik. A jelenetben látható koncerten az Ahová eljutok című számuk hallható. A szám az együttes első lemezén is megtalálható. Továbbá a Kínoz egy ének című számuk hallható még a filmben, azonban szöveg nélkül. Az Edda együttes dalai mellett még a Neoton Família Don Quijote száma hallható a filmben, mégpedig a szalagavató bankett jelenetben. A dalt felvezénylő Cintula a slágerek slágerének nevezi.
| # | Cím            | Szerző                            | Hossz |
| - | -------------- | --------------------------------- | ----- |
| A | Kölyköd voltam | Pataky Attila, Slamovits István   | 4:26  |
| B | Néma völgy     | Slamovits István, Slamovits Tibor | 4:26  |